# Výšovice
Výšovice (deutsch Waischowitz, auch Wayschowitz) ist eine Gemeinde  im Bezirk Prostějov der Region Olomoucký kraj in Tschechien.

## Geographie
Výšovice befindet sich etwa acht km südlich von Prostějov und etwa 22 km südlich von Olmütz. Die Gemeinde hat 464 Einwohner (2006) und erstreckt sich über eine Fläche von 5,92 km² auf einer Höhe von 280 Metern über dem Meeresspiegel.

## Geschichte
Das Gut Waischowitz wurde erstmals im frühen 14. Jahrhundert erwähnt.

## Sehenswürdigkeiten
- Barockschloss Výšovice
- Kirche des heiligen Laurentius
- Pfarrhaus
- Kreuz am Weg nach Proßnitz

## Persönlichkeiten
- Ondřej Přikryl (1862–1936), Arzt und Schriftsteller